# Primorsk (Kaliningradská oblast)
Primorsk (rusky Приморск, dříve německy Fischhausen, polsky Rybaki, litevsky Žuvininkai) je malé město v Kaliningradské oblasti Ruské federace. Městečko leží na pobřeží Viselského zálivu, 35 km západně od regionálního centra Kaliningradu. V roce 2021 zde žilo okolo 2 tisíc obyvatel převážně ruské národnosti.

## Dějiny města

### Od založení do druhé světové války
V roce 1266 nechal sambijský biskup na místě dnešního města postavit pevnost. Ta byla poprvé oficiálně zmíněna v roce 1268 jako Schonewik (aput castrum nostrum Schonewik), což z ní dělá jednu z nejstarších pevností v oblasti. Název pochází z pruského slova Skanevīs, znamenající česky znějící. Osada začala růst v roce 1299, kdy přišli osadníci převážně ze Stralsundu. V roce 1305 již měla městský charakter a sambijský biskup si ji vybral jako svoje sídlo. Nechal postavit bohatě zdobený kostel v gotickém stylu. Polská armáda obsadila a vydrancovala město v roce 1456. Po sekularizaci Řádu v roce 1525 přenechal biskup Fischhausen nově vzniklému Pruskému vévodství. Rok na to se v místní hradní kapli vzali vévoda Albrecht s dánskou princeznou Doroteou. Jejich syn Albrecht Fridrich zde po dlouhé duševní chorobě v roce 1618 zemřel. Během třicetileté války bylo město okupováno švédskými vojsky (1627-1635). Velkou ránou pak byl požár v roce 1679, při kterém shořela většina budov. Následoval pozvolný úpadek, který završil v roce 1701 Fridrich I. příkazem k rozebrání místního hradu za účelem stavby pevnosti v nedaleké Pilavě. Ruská armáda obsadila na krátko Fischhausen během sedmileté války v roce 1758. V období 1807 - 1813 bylo město obsazeno Francouzi. Po přeuspořádání pruských zemí po Vídeňském kongresu v roce 1818 se stal Fischhausen sídlem jednoho z okresů Východního Pruska. Železniční dráha byla přivedena v roce 1865 a spojila město s Královcem a Pilavou. Na konci 19. století byl Fischhausen především zemědělskou usedlostí, kde se provozoval rybolov a fungovaly pila a cihelna.

### Pod správou SSSR a Ruska
Po dobytí Královce Rudou armádou se město stalo dějištěm třídenní bitvy (21. – 24. duben 1945), při které bylo kompletně zničeno celé historické centrum. Z původní předválečné zástavby se dochovala pouze vodárenská věž a železniční stanice. Před samotnou bitvou většina německého obyvatelstva utekla z města a byla pomocí německého námořnictva dopravena z Pilavy do severního Německa. Po válce se stal Fischhausen součástí SSSR, přístav byl přejmenován na Primorsk (znamenající v ruštině přímořský). Zbytek německého obyvatelstva byl odsunut a do města se nastěhovali převážně Rusové z Povolží, středního Ruska a Běloruska. Od roku 1947 se stal správním centrem nově vytvořeného Primorského rajónu. V roce 1957 došlo k odstranění všech trosek původní zástavby a byly zbourány i ruiny kostela ze 14. století. Po reorganizaci sovětské správy v roce 1962 o svůj status správního centra Primorsk přišel a úřady se přestěhovaly do města Svetlij. Po rozpadu SSSR v roce 1991 se město stalo součástí Ruska jako jeho exkláva v rámci Kaliningradské oblasti. V roce 2005 kvůli úbytku obyvatelstva přišel Primorsk o postavení města, které mu ale v roce 2008 bylo opět navráceno.
Ačkoliv Primorsk leží na pobřeží Baltského moře nepatří mezi vyhledávaná letoviska jako například Svetlogorsk či Zelenogradsk. Jako připomínku původního německého obyvatelstva lze ve městě najít vodárenskou věž z roku 1914, původní vlakové nádraží a německý vojenský hřbitov s dvěma tisíci hroby. Kousek za městem stojí tzv. Porrova vila, třinácti pokojový dům ze začátku 20. století, který sloužil po válce jako vojenská nemocnice. Po rozpadu SSSR ale chátrá. Z místního hradu již zbývá pouze pár cihlových zdí, které jsou součástí pobřežního parku.

## Obyvatelstvo

### Vývoj obyvatelstva v průběhu doby
| Rok       | 1768 | 1810  | 1875  | 1890  | 1925  | 1933  | 1939  | 1959  | 1970  | 1979  | 1989  | 2002  | 2010  | 2021 |
| Obyvatelé | 876  | 1 017 | 2 459 | 2 874 | 3 004 | 3 492 | 3 879 | 2 049 | 1 730 | 1 706 | 1 792 | 2 150 | 1 956 | 1921 |

### Významné osobnosti města
- Wilhelm Wien (1714–1780) – německý fyzik, laureát Nobelovy ceny z roku 1911 za objevy zákonů vyzařování tepla
- Dietrich von Saucken (1892–1980) - generál německé armády

## Galerie

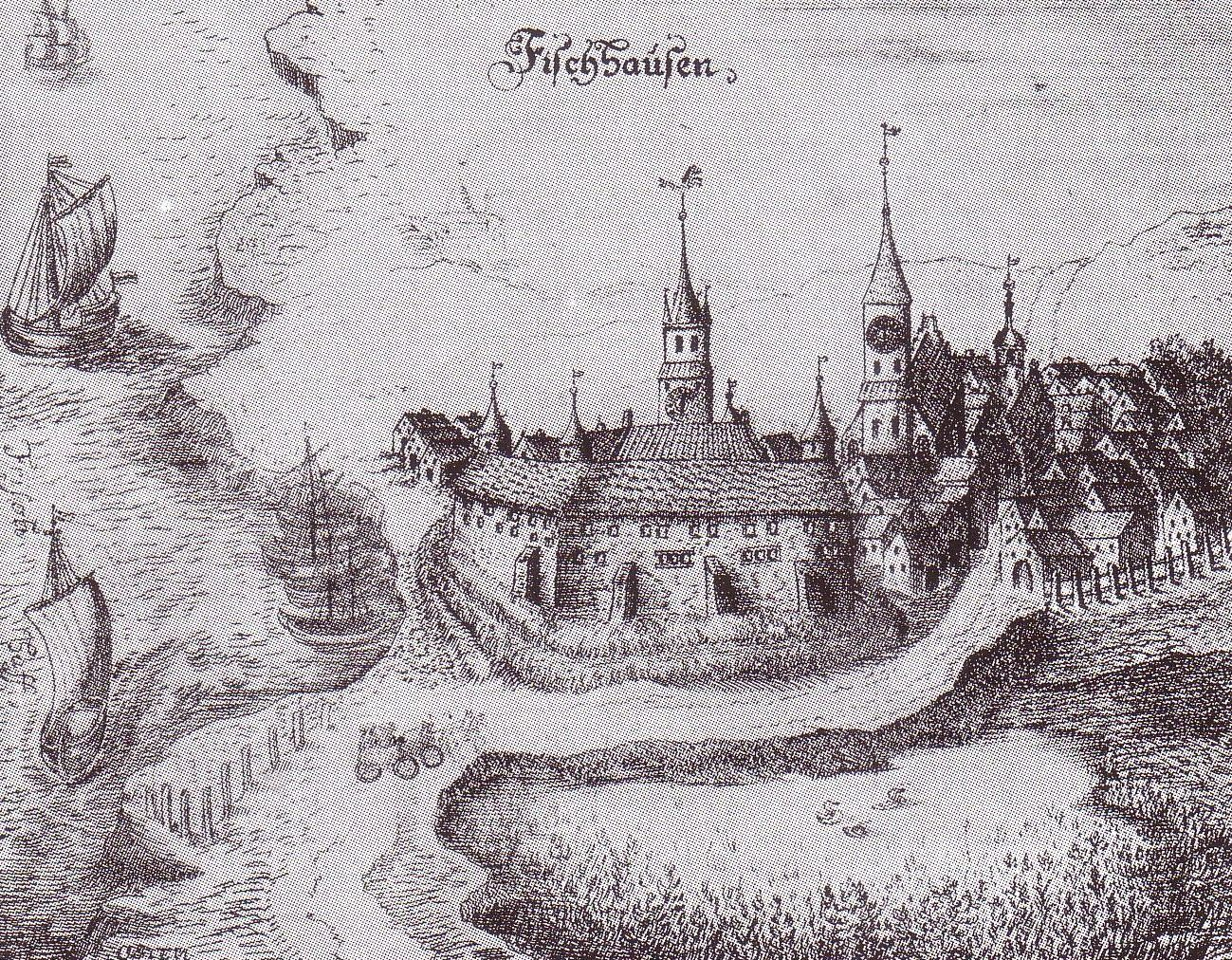
Obraz Fischhausena z roku 1684 od Christopha Hartknocha
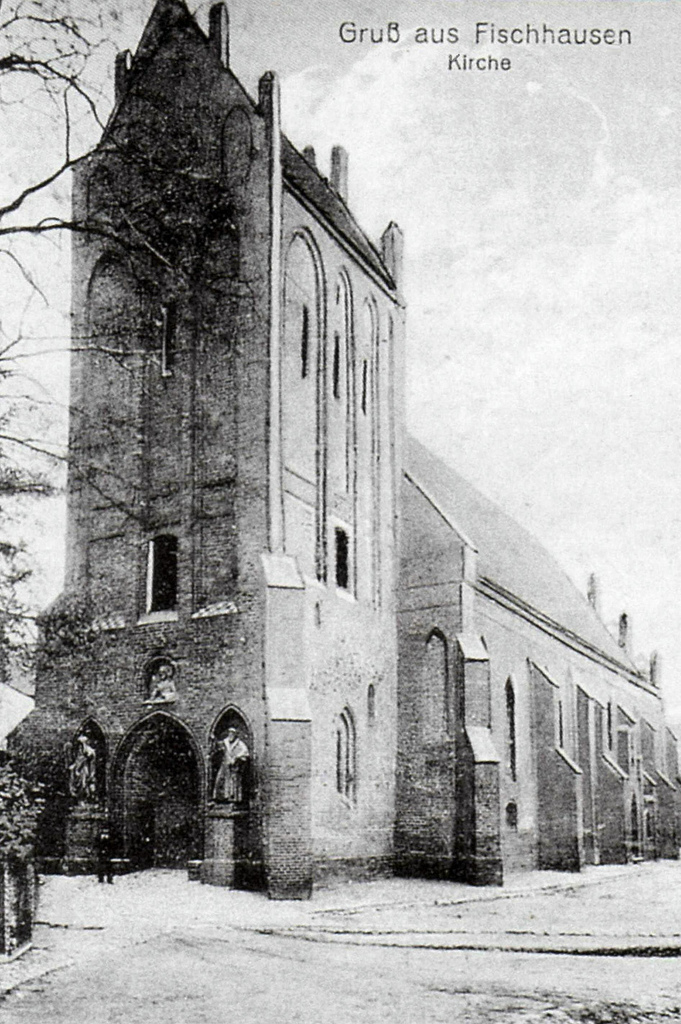
Místní kostel okolo roku 1930
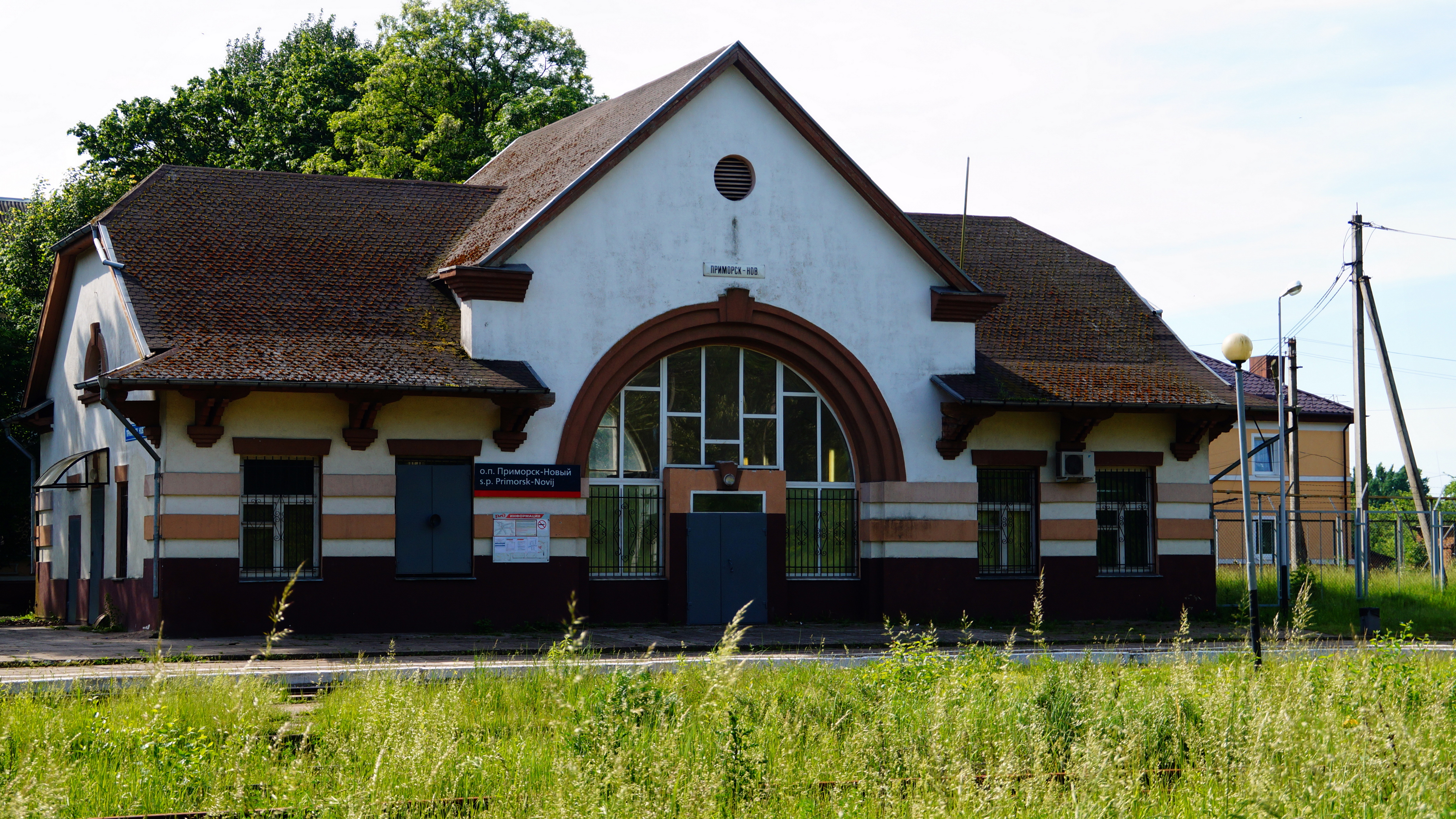
Železniční stanice
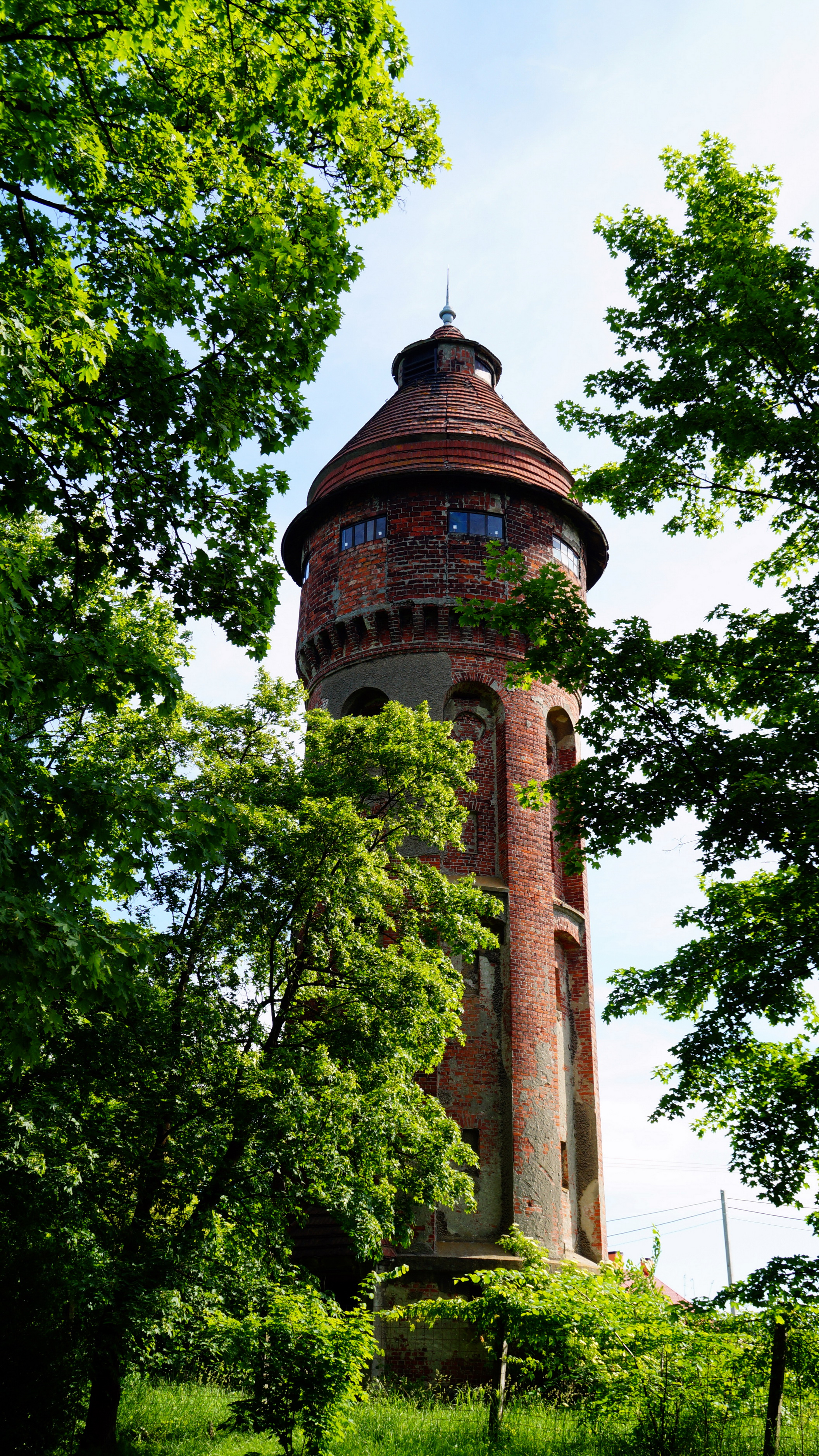
Vodárenská věž
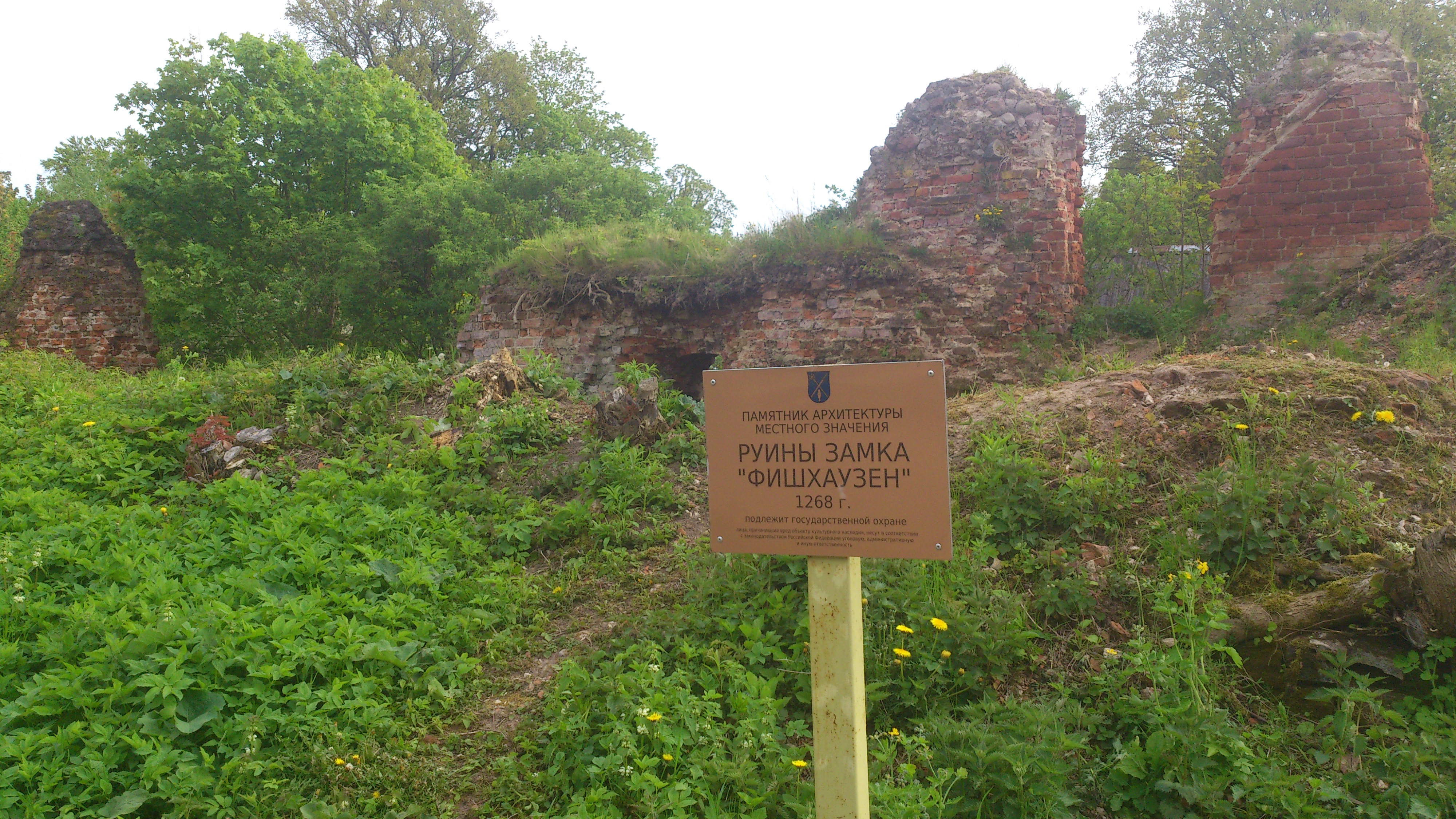
Ruiny hradu
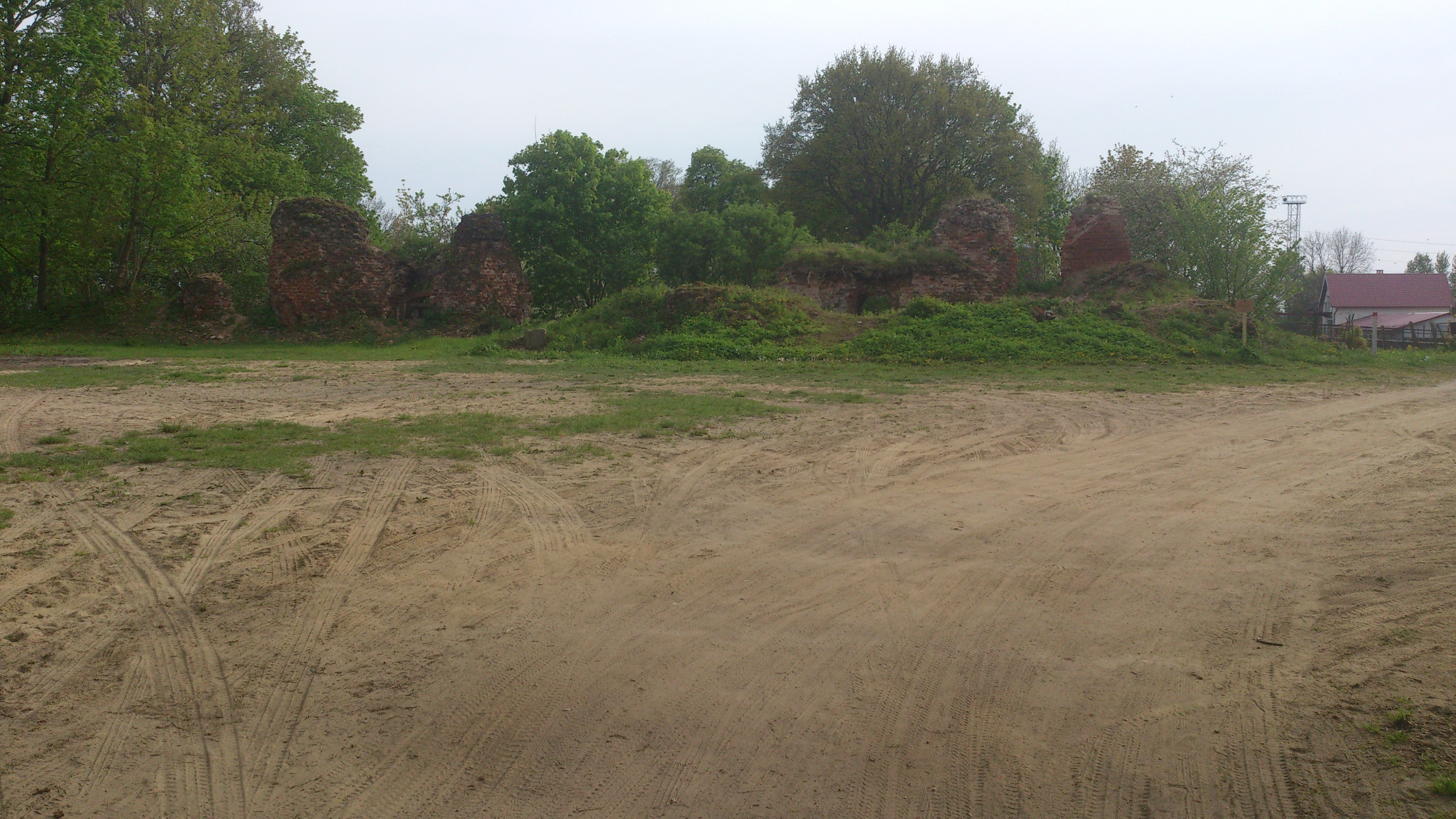
Ruiny hradu (celkový pohled)